# Żelazna Góra
Żelazna Góra (deutsch Eisenberg, Kreis Heiligenbeil/Ostpreußen) ist ein Dorf im Nordwesten der polnischen Woiwodschaft Ermland-Masuren und gehört zur Landgemeinde Braniewo im Powiat Braniewski (bis 1945 Kreis Braunsberg).

## Geographische Lage
Das Dorf liegt in der historischen Region Ostpreußen, östlich vom Frischen Haff, etwa elf Kilometer südöstlich der Stadt  Mamonowo (Heiligenbeil)  und 15 Kilometer östlich der Stadt Braniewo (Braunsberg).

## Geschichte

Eisenberg (Eisenbg.), südwestlich von Königsberg i. Pr. und südöstlich der Stadt Heiligenbeil, auf einer Landkarte von 1910

Im Jahr 1308 erhielt der Eisenberger Lokator Hermann die Handfeste des Dorfes von Heinrich von Isenberg, dem Komtur von Balga und Vogt von Natangen. Eisenberg wurde in der Frühzeit dem ermländischen Domkustos Thomas Werner für 1000 Mark verpfändet. Während der Zeit des Ritterordens existierte in Eisenberg ein Waldamt, das für den Bereich bis Birkenau, Rehfeld und Tiefensee zuständig war.
Im Jahre 1910 lebten in Eisenberg 932 Einwohner. Ihre Zahl sank bis 1933 auf 795 und stieg bis 1939 auf 813.
Bis 1945 gehörte die Gemeinde Eisenberg zum Kreis Heiligenbeil im Regierungsbezirk Königsberg  der preußischen Provinz Ostpreußen im Deutschen Reich. 
Nach dem Einmarsch der Roten Armee im Frühjahr 1945 gegen Ende des Zweiten Weltkriegs wurde die Ortschaft von der Sowjetunion der Volksrepublik Polen zur Verwaltung überlassen. Der Ortsname Eisenberg wurde zu „Żelazna Góra“ polonisiert. In der Folgezeit wurde die einheimische Bevölkerung von der polnischen Administration aus dem Kreisgebiet vertrieben.
Das Dorf gehört jetzt zur Landgemeinde Braniewo im Powiat Braniewski in der Woiwodschaft Ermland-Masuren (1975 bis 1998 Woiwodschaft Elbląg). Hier leben heute fast 400 Einwohner.

### Waldamt Eisenberg
Zum Waldamt Eisenberg gehörten die Stadtdörfer Heiligenbeil und Zinten, und 36 Dörfer mit zwei oder mehr Hufen, sowie 16 kleinere Dörfer und zwei gemischte Dörfer. Auch 15 Mühlen und 42 Krüge gehörten zum Verwaltungsbezirk. Das Waldamt wurde von konventsfähigen Ordensrittern geführt, die den Titel Waldmeister führten. Der Ordenshof Eisenberg, Sitz des Waldamtes, lag vermutlich neben der Kirche, was Steinfundamente und ein Wall im Pfarrgarten vermuten lassen. Nach dem Dreizehnjährigen Krieg wurde das Waldamt offenbar aufgegeben und das Kammeramt Pellen übernahm den Umfang des Waldamtes Eisenberg weitgehend unverändert.

### Amtsbezirk Eisenberg
Am 11. Juni 1874 entstand ein eigener Amtsbezirk Eisenberg mit Sitz in Eisenberg. Er wurde gebildet aus den vier Landgemeinden Eisenberg, Kahlwalde (Łysaki), Rödersdorf  und Schönlinde  und dem Gutsbezirk Hohenwalde. Ab dem 1. September 1931 bestand der Eisenberger Amtsbezirk nur noch aus den vier Landgemeinden und blieb bis 1945 bei dieser Gliederung.

## Kirche

### Pfarrkirche

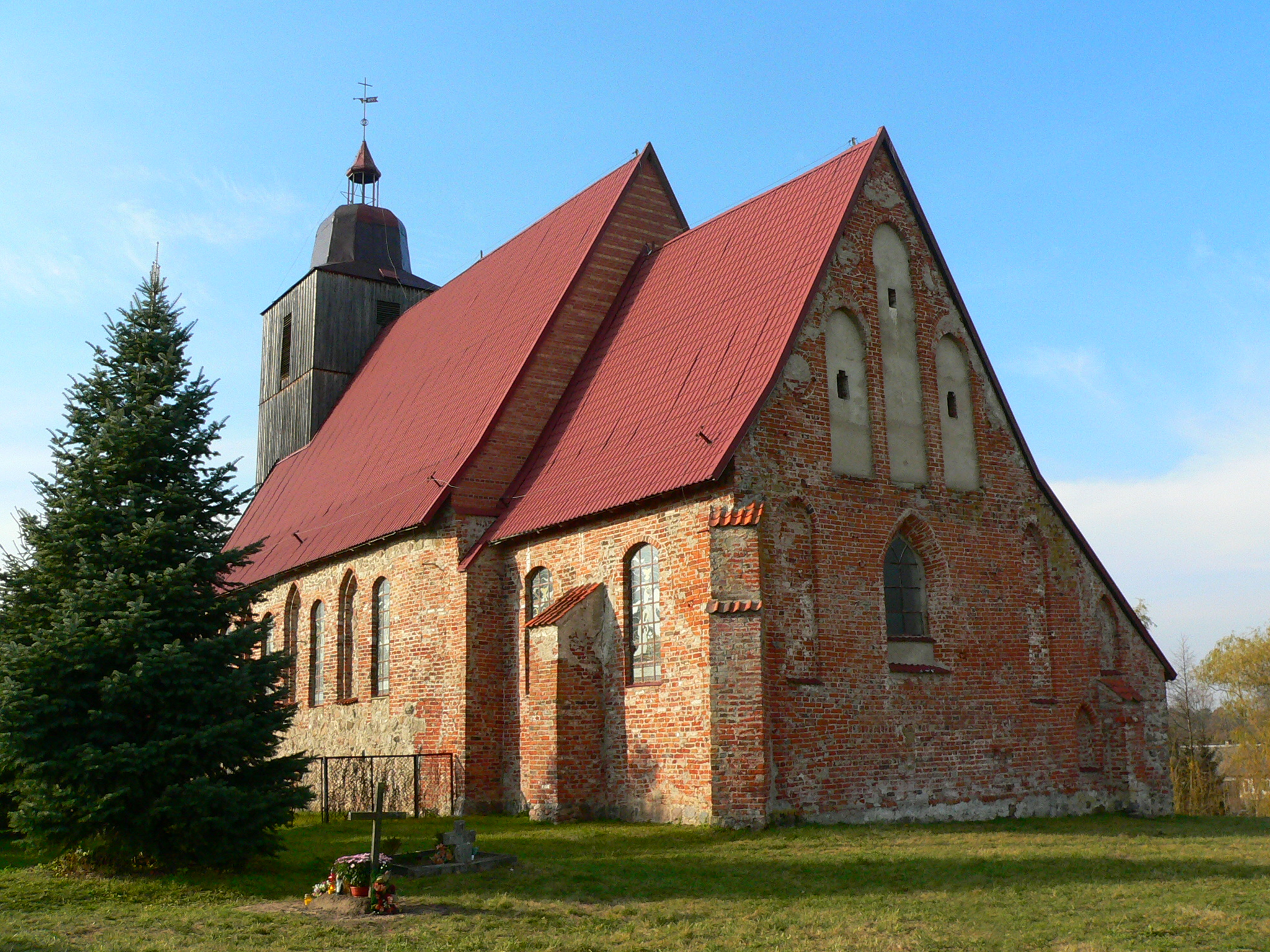
Dorfkirche

Die Pfarrkirche stammt aus dem 14. Jahrhundert und ist als Wehrkirche gebaut worden. Nach der Zerstörung im Zweiten Weltkrieg wurde das Gotteshaus zwischen 1994 und 1997 wieder aufgebaut. Die frühere barocke Turmhaube wurde durch eine moderne Bedeckung ersetzt. Der jetzige Altar stand bis 1945 in der – im Krieg zerstörten – Nachbarkirche in Pellen. Nach neuer Weihe erhielt die Kirche den Namen Kościół pw. Świętej Rodziny („Heilige Familie“).

### Kirchspiel/Pfarrei
Bei vor 1945 überwiegend evangelischer Bevölkerung war das Kirchspiel Eisenberg in den Kirchenkreis Heiligenbeil in der Kirchenprovinz Ostpreußen der Kirche der Altpreußischen Union eingegliedert. Es zählte vor dem Krieg mehr als 2000 Gemeindeglieder, die in zehn Kirchspielorten lebten. Dazu zählten:
- Bahnau Mühle (polnisch: Banowski Młyn)
- Eisenberg (Żelazna Góra)[2]
- Friedhöfchen (Ustroń)
- Friedrichsruh (Murawka)
- Grunenfeld (Gronówko)[2]
- Hohenwalde (Krzewno)[2]
- Kahlwalde (Łysaki)
- Laurashof (Nowota)
- Rödersdorf (Grzędowo)
- Schönlinde (Krasnolipie)[2]

Heute lebt im Dorf eine fast ausnahmslos katholische Einwohnerschaft. Weiterhin besteht hier eine Pfarrei, die nun allerdings zum Dekanat Braniewo  im Erzbistum Ermland der Katholischen Kirche in Polen gehört. Hier lebende evangelische Kirchenglieder gehören zur Diözese Masuren der Evangelisch-Augsburgischen Kirche in Polen.

### Pfarrer bis 1945
Zwischen der Reformation und der Flucht und Vertreibung Deutscher aus Mittel- und Osteuropa 1945–1950 amtierten in Eisenberg als evangelische Pfarrer:
- NN. Oelschnitzer vom Hoff, 1544–1558
- Peter Meisner, bis 1603
- Martin Porsch, 1603–1619
- Paul Crüger, 1619–1657
- Georg Schultz, 1657–1692
- Johann Heinrich Schultz, 1686–1704
- Martin Wernicke, 1704–1737
- Christian Riedel, 1737–1756
- Michael Görtzki, 1757–1777
- Friedrich Riemasch, 1778–1802
- Johann Christoph Kirchner, 1802–1823
- Adolf Reinhard Ziegner, 1823–1828
- Johann Friedrich Gottlieb Schlakowski, 1828–1837
- Friedrich Billeit, 1837–1864
- Johann Friedrich Rudolf Sand, 1865–1881[3]
- Carl Heinrich Friedrich Schröder, 1882–1892
- Heinrich Ernst Conrad Giere, 1890–1893
- Johann Carl Gustav Kopetsch, 1891–1899
- Albert Friedrich Schack, 1893–1917
- Albert Droysen, 1917–1933
- Arno Schmökel, 1935–1945

## Persönlichkeiten
- Herbert Schack (1893–1982), Wirtschaftswissenschaftler, in Eisenberg geboren
- Friedrich „Fritz“ Spill (1872–1945), deutscher Politiker (SPD), in Eisenberg geboren

## Verkehr
Żelazna Góra liegt südöstlich der polnischen Schnellstraße 22, die von Elbląg (Elbing) kommend auf der Trasse der einstmals geplanten Reichsautobahn Berlin–Königsberg bis zur polnisch-russischen Grenze und dann weiter als russische Fernstraße 27A-002 (ex R 516) weiter bis nach Kaliningrad (Königsberg (Preußen)) führt.
Der Ortskern von Żelazna Góra ist ein Kreuzungspunkt mehrerer Nebenstraßen aus dem Umland: von Grzechotki (Rehfeld) nach Krzewno (Hohenwalde), von Jarocin (Herzogswalde) nach Gronówko (Grunenfeld) und von Lelkowo (Lichtenfeld) und Lutkowo (Groß Lüdtkenfürst) mit Endpunkt Żelazna Góra.
Bahnanschluss besteht über die Station Grodzie an der Strecke von Braniewo (Braunsberg) nach Gutkowo (Göttkendorf) zur Weiterfahrt nach Olsztyn (Allenstein).